# Phyllogonium viride
Phyllogonium viride là một loài Rêu trong họ Phyllogoniaceae. Loài này được Brid. miêu tả khoa học đầu tiên năm 1827.